# Yahya

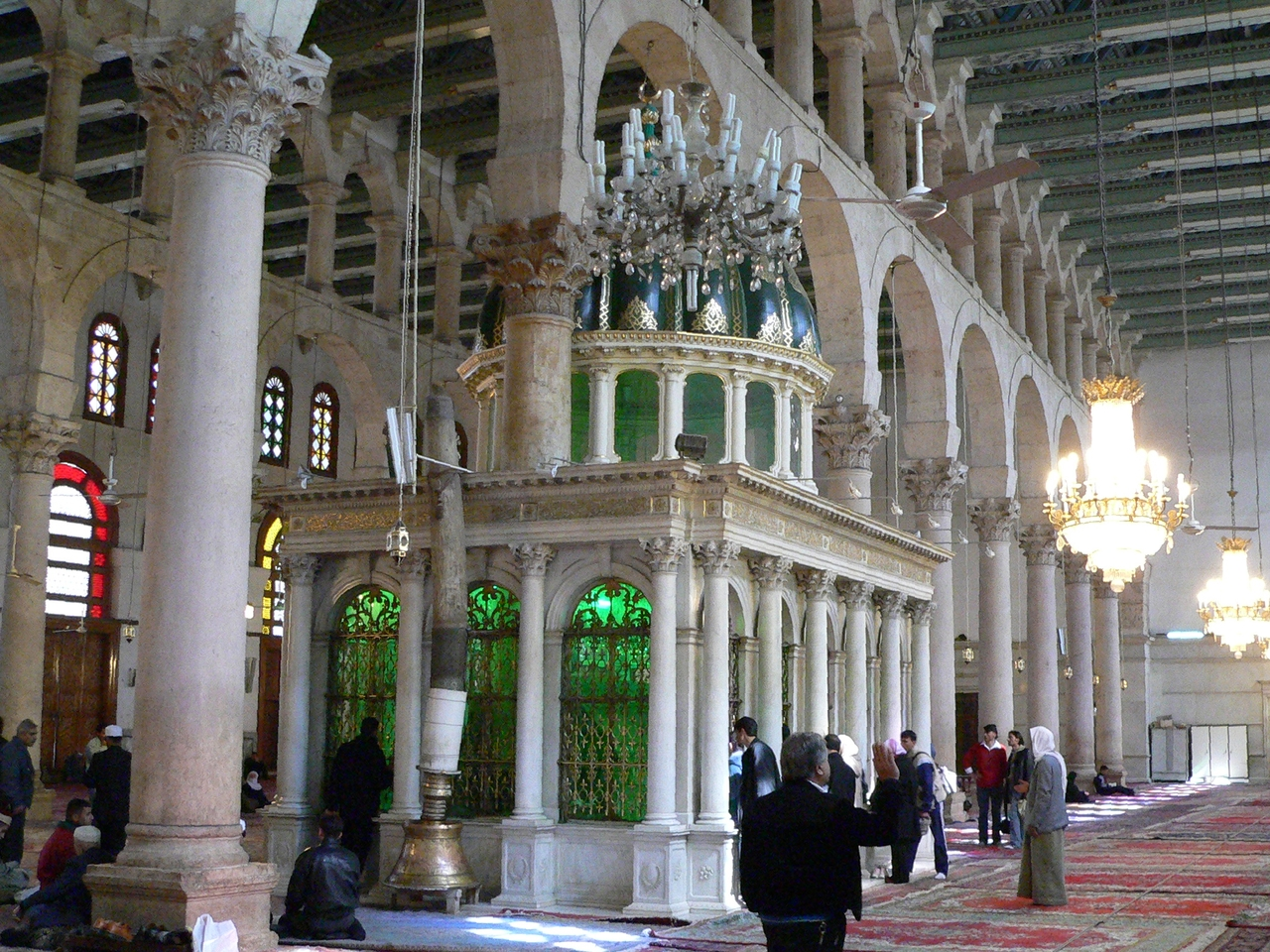
Yahya b. Zakariyyas (Johannes Döparens) grav i Umayyadmoskén, Damaskus.

Yahya (arabiska: يحيى ابن زكريا, Yahya ibn Zakariyya) (Johannes Döparen) är en profet inom islam.